# Puchar Świata w Chodzie Sportowym 2002
20. Puchar Świata w Chodzie Sportowym – zawody lekkoatletyczne, które odbyły się 12 i 13 października we włoskim Turynie.

## Rezultaty

### Mężczyźni
|               | 1. miejsce         | Rezultat | 2. miejsce         | Rezultat   | 3. miejsce      | Rezultat   |
| Chód na 20 km | Jefferson Pérez    | 1:21:26  | Władimir Andriejew | 1:21:50    | Alejandro López | 1:22:01    |
| Chód na 50 km | Aleksiej Wojewodin | 3:40:59  | Gierman Skurygin   | 3:42:08 SB | Tomasz Lipiec   | 3:45:37 SB |

### Kobiety
|               | 1. miejsce    | Rezultat | 2. miejsce        | Rezultat | 3. miejsce         | Rezultat |
| Chód na 20 km | Erica Alfridi | 1:28:55  | Olimpiada Iwanowa | 1:28:57  | Natalia Fiedoskina | 1:28:59  |